# Parker Fennelly
Parker W. Fennelly (* 22. Oktober 1891 in Northeast Harbor, Maine; † 22. Januar 1988 in Peekskill, New York) war ein US-amerikanischer Schauspieler.

## Leben
Parker Fennelly erhielt klassischen Schauspielunterricht in Boston und begann anschließend seine Schauspiellaufbahn auf der Bühne. Unter anderem tourte er mit einer Shakespeare-Theatergruppe durch die USA und trat ab 1919 gemeinsam mit seiner Frau unter dem Namen Parker Fennelly Duo auf. Zwischen 1924 und 1955 wirkte er an über einem Dutzend Produktionen am Broadway mit. Er schrieb außerdem das Theaterstück Cuckoos on the Hearth und lieferte die Vorlage für das Theaterstück Fulton of Oak Falls, die beide ebenfalls am Broadway aufgeführt wurden.
Mit seinem starken Neuengländer-Akzent sprach Fennelly in Hunderten von Radio-Hörspielen. In den 1940er-Jahren wirkte er über sieben Jahre als reguläres Mitglied in Fred Allens beliebter Radioshow Allen's Alley in der Rolle des Titus Moody mit (wobei er als Running Gag den Gruß „Howby, Bub“ sprach). Der Charakter Titus Moody bildete das Vorbild für die Werbefigur des Konzerns Pepperidge Farm. Diese Werbefigur verkörperte Fennelly von den 1950ern bis zu seinem Ruhestand im Jahr 1977 in diversen Werbespots für Pepperidge, ehe Nachfolger diese Aufgabe übernahmen.
Nach dem Ende von Allen's Abbey im Jahr 1949 übernahm Fennelly erste Auftritte in Film und Fernsehen. Dabei verkörperte er meist den älteren, etwas mürrischen oder komischen Neuengländer. Er trat bis zum Jahr 1971 in über zwei Dutzend Fernsehserien sowie zehn Kinofilmen auf. Zu seinen Filmauftritten zählen eine Nebenrolle als kunstfördernder Millionär in Alfred Hitchcocks Schwarzer Komödie Immer Ärger mit Harry (1955) und eine Hauptrolle als Pa Kettle in der Komödie The Kettles on Old McDonalds Farm (1957), dem letzten Teil der Filmreihe über die Bauernfamilie Kettle, in der er den regulären Vater-Kettle-Darsteller Percy Kilbride ersetzte.

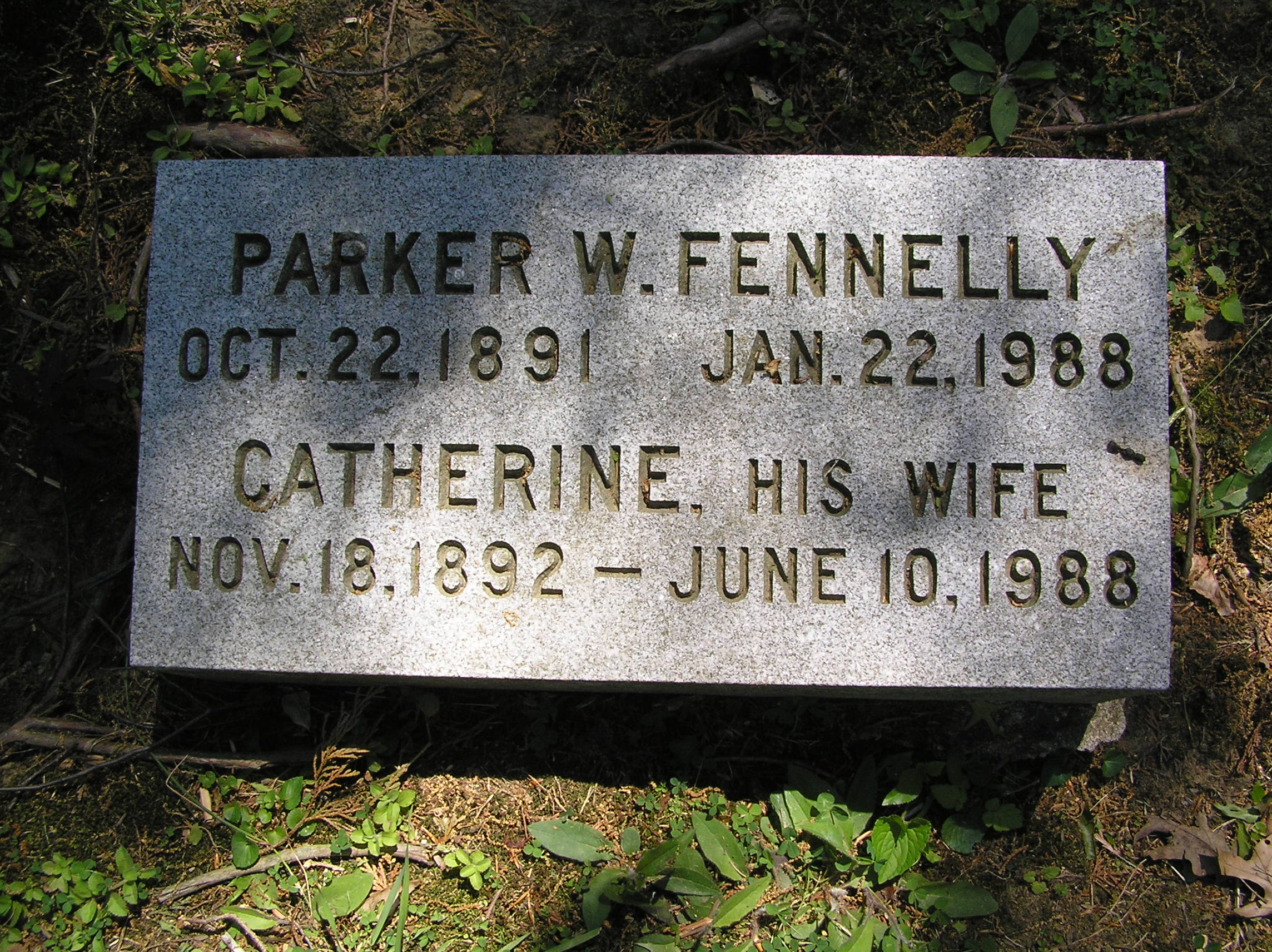
Grabstein von Fennelly und seiner Frau

Parker Fennelly starb im Januar 1988 im Alter von 96 Jahren nach kurzer Krankheit. Nur wenige Monate nach ihm verstarb seine Frau Catherine Fennelly (1892–1988), mit der er zwei Kinder hatte. Sie wurden auf dem Sleepy Hollow Cemetery beigesetzt.

## Broadway (Auswahl)
- 1924: Mr. Pitt
- 1925: The Small Timers
- 1925: Florida Girl
- 1927: Babbling Brookes
- 1927: Black Velvet
- 1931: Technique
- 1936: The County Chairman
- 1937: Fulton of Oak Falls
- 1941–1942: Cuckoos on the Hearth
- 1942: Yours, A. Lincoln
- 1944: Our Town
- 1945: Happily Ever After
- 1945: Live Life Again
- 1946: Loco
- 1955: The Southwest Corner

## Filmografie (Auswahl)
- 1949: Wenn Eltern schweigen (Lost Boundaries)
- 1951–1952: Lux Video Theatre (Fernsehserie, 4 Folgen)
- 1952–1956: Robert Montgomery Presents (Fernsehserie, 4 Folgen)
- 1955: Immer Ärger mit Harry (The Trouble with Harry)
- 1956/1959: Vater ist der Beste (Father Knows Best, Fernsehserie, 2 Folgen)
- 1958/1960: Have Gun – Will Travel (Fernsehserie, 2 Folgen)
- 1959: Mit mir nicht, meine Herren (It Happened to Jane)
- 1960: Mutter ist die Allerbeste (Donna Reed, Fernsehserie, Folge 3x01)
- 1963: Route 66 (Fernsehserie, Folge 4x08)
- 1966: Die Russen kommen! Die Russen kommen! (The Russians Are Coming, the Russians Are Coming)
- 1968: Der Engel mit der Mörderhand (Pretty Poison)
- 1969: Angel in My Pocket
- 1970: Headmaster (Fernsehserie, 4 Folgen)
- 1971: How to Frame a Figg